# ا اند سی بلک
ا اند سی بلک (انگلیسی: A & C Black) یک شرکت انگلیسی چاپ و نشر کتاب است که از سال ۲۰۰۲، تحت مالکیت انتشارات بلومزبری است. این شرکت به دلیل انتشار او چه کسی است؟ از سال ۱۸۴۹ شناخته شده‌است. همچنین راهنماها و رمان‌های محبوب سفر را منتشر کرده‌است.